# Leopold Widhalm
Leopold Widhalm (auch Withalm; * 2. Oktober 1722 in Horn in Niederösterreich; † 11. Juni 1776 in Nürnberg) war ein deutscher Lauten- und Geigenbauer.

## Leben und Wirken
Sohn des Geigenbauers Mathias Widhalm, der aus Gründen der Religionsverfolgung von Salzburg nach Nürnberg verzogen war. Leopold Widhalm hat in der Werkstatt des Nürnberger Meisters Sebastian Schelle gearbeitet, dessen Tochter oder Witwe er 1746 heiratete. Im gleichen Jahr eröffnete Widhalm im Vorort Gostenhof eine eigene Werkstatt. Er gilt neben Jakobus Stainer, Matthias Alban und Matthias Klotz als einer der besten Geigenbauer im deutschen Sprachraum. Seine Arbeiten orientieren sich an den großformatigen Vorbildern Stainers, die Schnecken oder Köpfchen sind häufig aus Birnbaum gefertigt. Der Geigenlack, meist in den Farbtönen orangerot und hellgelb gehalten, deutet darauf hin, dass er die italienischen Vorbilder gekannt hat, sich jedoch ständig um Verbesserungen bemühte. Seine besten Instrumente stammen aus der Zeit zwischen 1760 und 1770, die Arbeiten aus dieser Zeit weisen auch die beste Lackqualität auf und ähneln noch mehr den Vorbildern Stainers. Die nach 1770 gebauten Geigen weisen nicht mehr die vorher gekannte handwerkliche Präzision auf. Seine Geigenzettel sind meist gedruckt, die Innenseite des Bodens ist häufig mit den Brandstempel der Initialen versehen, zwischen den Buchstaben befindet sich ein Reichsadler. 

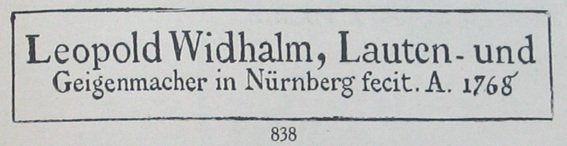
Geigenzettel von Widhalm

Er baute auch Lauten, Bratschen, Celli, Kontrabässe, Gamben und Harfen. Einen größeren Bestand an Arbeiten aus seiner Hand besitzt das Germanische Nationalmuseum in Nürnberg (siehe dazu auch den Artikel Violino piccolo). Zu seinen Kunden gehörten fast alle Klöster in einem größeren Umkreis.
Zu einem längeren Rechtsstreit mit dem älteren Kollegen Leonhard Maussiell (1685–1760) kam es, als Widhalm seine eigene Werkstatt in der Reichsstadt eröffnen wollte.
Seine drei Söhne Martin-Leopold (1747–1806), Gallus-Ignatius (1752–1822) und Veit-Anton (1756–1800) aus der Ehe mit Sybilla Schelle führten den Betrieb erfolgreich fort. Sie arbeiteten größtenteils unter dem Namen ihres Vaters weiter. Veit-Anton arbeitete nach einem Stradivari-Modell von 1693, während die beiden älteren Brüder der Tradition des Vaters folgten und sich weiter an Stainer orientierten. Mitglieder der Familie Widhalm waren rund hundert Jahre im Geigenbau tätig, die besten Instrumente stammen jedoch von Leopold Widhalm.
Die Widhalmstraße im Nürnberger Stadtteil Galgenhof ist nach ihm benannt.

## Weitere Geigenbauer des 18. Jahrhunderts in Nürnberg
Mathias und Christian Hummel, Sebastian Schelle, Leonhard Maussiell und Leopold Holmer.